# Flop (album)
Flop (1992) is het tweede album van de EBM-band And One. Het album is opgenomen in de Machinery Studio in Berlijn. Het album is geproduceerd door Jor Jenka. De muziek is geschreven door Steve Naghavi, die ook de zang voor zijn rekening neemt. De stem in het nummer Rosario is van Carlo Verano.

## Nummers
1. G.U.S. Airlines – 2:29
2. Loser – 3:23
3. Erste Liebe – 2:45
4. Techno Man – 3:39
5. Years – 3:43
6. Kindergarten – 2:01
7. Die Mitte – 4:06
8. Secret Boy – 4:30
9. Die Stille Vor Dem Ton – 2:55
10. Rosario – 2:53
11. Yesterday – 2:30